# Bad Blood (2024)
Bad Blood (2024) foi um evento de luta livre profissional produzido pela WWE. Foi o quarto Bad Blood e aconteceu em 5 de outubro de 2024 (um sábado), na State Farm Arena em Atlanta, Geórgia, comemorando o 27º aniversário do primeiro evento, que contou com a primeira luta Hell in a Cell da história. O evento foi transmitido via pay-per-view (PPV) e transmissão ao vivo e foi realizado para lutadores das marcas Raw e SmackDown da promoção. Este foi o primeiro Bad Blood desde 2004, marcando por sua vez o primeiro Bad Blood a ir ao ar nas plataformas de transmissão ao vivo da WWE. Naomi e as outras lutadoras e campeãs de duplas femininas da WWE, Bianca Belair e Jade Cargill, foram as anfitriãs do evento.
Este foi o primeiro evento da WWE a acontecer ao mesmo tempo que um PPV do Ultimate Fighting Championship (UFC), o UFC 307, desde que as duas empresas se fundiram para formar o TKO Group Holdings em setembro de 2023. Como resultado, o Bad Blood começou às 18:00 no horário do Leste para evitar a programação concorrente com o evento do UFC.
Cinco lutas foram disputadas no evento. No combate principal, que foi a luta principal do SmackDown, Cody Rhodes e Roman Reigns derrotaram The Bloodline (Solo Sikoa e Jacob Fatu) em uma luta de duplas. Na luta de abertura, que foi a luta principal do Raw, CM Punk derrotou Drew McIntyre em uma luta Hell in a Cell. O evento marcou os retornos de Raquel Rodriguez, Jimmy Uso e The Rock, além de uma aparição do membro do Hall da Fama da WWE, Goldberg.

## Produção

### Introdução
Bad Blood é um evento de wrestling profissional produzido pela WWE. Foi realizado pela primeira vez em outubro de 1997 como Badd Blood: In Your House, sendo o 18º evento pay-per-view (PPV) do In Your House, que foi uma série de programas mensais pay-per-views produzidos pela primeira vez pela então World Wrestling Federation (WWF) de maio de 1995 a fevereiro de 1999. A marca In Your House foi aposentada após o evento St. Valentine's Day Massacre: In Your House à medida que a empresa passou a instalar nomes permanentes para cada um de seus pay-per-views mensais. Depois de seis anos e após a promoção ter sido renomeada para World Wrestling Entertainment (WWE) no início de 2002, Bad Blood voltou com seu próprio evento pay-per-view, realizado em junho de 2003 e tornou-se exclusivo para lutadores da marca Raw, uma subdivisão de histórias chamada extensão de marcas na qual a promoção dividia seu plantel em marcas separadas onde os lutadores eram designados exclusivamente para atuar. O Bad Blood de 2004 seria o evento final do Bad Blood, já que foi duplamente substituído pelo One Night Stand e pelo Vengeance, ambos realizados em junho do ano seguinte. O Bad Blood deveria ser revivido originalmente em julho de 2017, mas esses planos foram descartados em favor de um evento intitulado Great Balls of Fire.

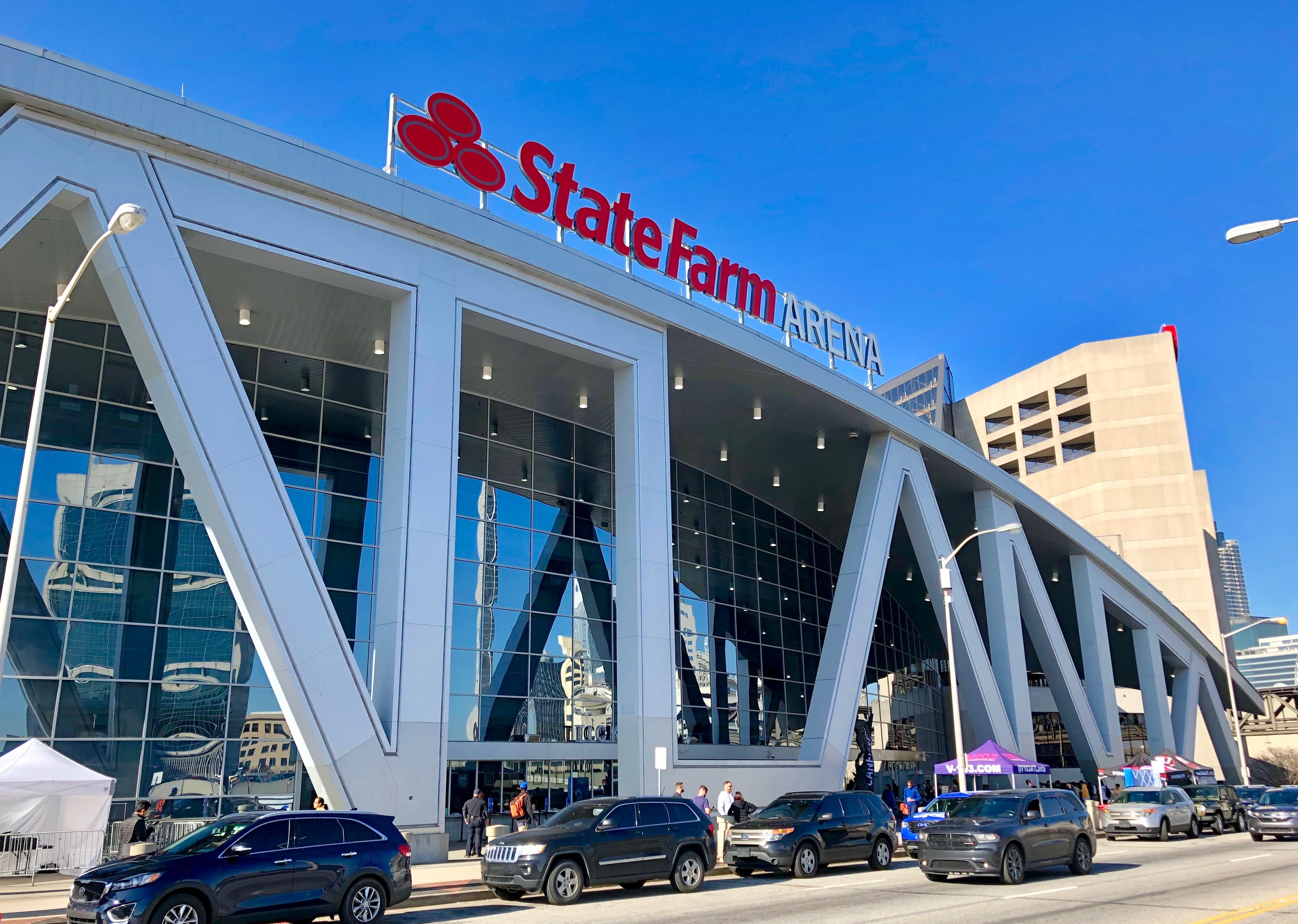
O evento foi realizado na State Farm Arena em Atlanta, Geórgia.

Em 6 de julho de 2024, a WWE carregou um vídeo no YouTube apresentando o campeão indiscutível da WWE Cody Rhodes e o produtor musical americano Metro Boomin, onde anunciaram oficialmente o retorno do Bad Blood após 20 anos. A música "GTA" (com participação de Young Thug) de Future e Metro Boomin, do álbum de 2024 We Don't Trust You, seria anunciada como tema oficial do evento no dia 27 de setembro. O quarto Bad Blood foi agendado para a State Farm Arena em Atlanta, Georgia em 5 de outubro de 2024 (um sábado), no aniversário de 27 anos do primeiro Bad Blood. O evento contou com lutadores das marcas Raw e SmackDown e foi co-apresentado pelas lutadoras do SmackDown Naomi e pelas atuais campeãs de duplas femininas da WWE, Bianca Belair e Jade Cargill.
Além de ser exibido no pay-per-view tradicional em todo o mundo, foi o primeiro Bad Blood a ser transmitido nas plataformas de transmissão ao vivo da WWE, Peacock nos Estados Unidos e WWE Network na maioria dos mercados internacionais, a última das quais foi a primeira plataforma de streaming da empresa lançada em 2014. Os ingressos foram colocados à venda em 19 de julho via Ticketmaster.
Para evitar a programação concorrente com o UFC 307, que ocorreu na mesma noite no Delta Center em Salt Lake City, Utah, o Bad Blood teve um horário de início mais cedo, às 18:00, no horário do Leste (ET). Esta foi a primeira vez que tanto a WWE quanto o Ultimate Fighting Championship (UFC) realizaram um evento na mesma noite desde que as duas empresas se fundiram para formar o TKO Group Holdings em setembro de 2023.

### Rivalidades
O card incluiu lutas resultantes de histórias roteirizadas. Os resultados foram predeterminados pelos escritores da WWE nas marcas Raw e SmackDown, enquanto as histórias foram produzidas nos programas semanais de televisão da WWE, Monday Night Raw e Friday Night SmackDown.
No SummerSlam, Liv Morgan derrotou Rhea Ripley para manter o Campeonato Mundial Feminino após uma interferência aparentemente acidental do interesse amoroso de Ripley e companheiro de grupo no Judgment Day, "Dirty" Dominik Mysterio. Após a luta, no entanto, Mysterio virou-se contra Ripley e beijou Morgan, encerrando a parceria deles. Mais tarde naquela noite, o colega de Judgment Day, Damian Priest, perdeu o Campeonato Mundial dos Pesos-Pesados após ser traído pelo companheiro de grupo Finn Bálor. Bálor subsequentemente excomungou Priest e Ripley do grupo, com a nova formação sendo composta por Bálor, Mysterio, Morgan, JD McDonagh e Carlito. Uma luta de duplas mista entre The Terror Twins (Priest e Ripley) e Judgment Day (Mysterio e Morgan) ocorreu no Bash in Berlin, onde The Terror Twins venceu com Ripley fazendo o pin em Morgan, apesar da interferência dos outros membros do Judgment Day. No episódio seguinte do Raw, Morgan atacou Ripley, ferindo sua perna, enquanto Priest e Jey Uso se uniram para derrotar o Judgment Day (Bálor e McDonagh). Na semana seguinte, foi anunciado que Morgan defenderia seu campeonato contra Ripley em uma revanche no Bad Blood, enquanto Priest e Bálor também concordaram em lutar no evento. No episódio de 23 de setembro, foi anunciado que Mysterio estaria trancado em uma jaula de tubarão suspensa acima do ringue durante a luta entre Ripley e Morgan.
No Royal Rumble, CM Punk eliminou Drew McIntyre na luta Royal Rumble masculina. No entanto, McIntyre feriu legitimamente o tríceps de Punk após um pouso mal executado de seu movimento característico, o Future Shock DDT. Nos meses seguintes, McIntyre zombou de Punk nas redes sociais por causar sua lesão. Punk retaliou ao custar a McIntyre o Campeonato Mundial dos Pesos-Pesados na WrestleMania XL em abril, no Clash at the Castle: Scotland no país natal de McIntyre em junho, e no Money in the Bank na luta do cash-in de McIntyre em julho. No SummerSlam, McIntyre derrotou Punk, com Seth "Freakin" Rollins como árbitro especial. Isso levou a uma revanche no Bash in Berlin, que foi disputada em uma luta strap, na qual Punk saiu vitorioso. Após a luta, Punk recuperou a pulseira que McIntyre havia roubado, que era um presente para ele com os nomes de sua esposa (AJ Lee) e de seu cachorro (Larry). No episódio seguinte do Raw, McIntyre atacou brutalmente Punk e quebrou a pulseira. No episódio seguinte, McIntyre afirmou que havia acabado com a carreira de Punk, apenas para o gerente geral do Raw, Adam Pearce, informar a McIntyre que ele enfrentaria Punk em uma luta Hell in a Cell no Bad Blood.
No King and Queen of the Ring, realizado em 25 de maio, Nia Jax venceu o torneio Queen of the Ring, garantindo uma luta pelo Campeonato Feminino da WWE no SummerSlam, onde ela derrotou Bayley para conquistar o título, com a ajuda de sua aliada Tiffany Stratton. Na edição de 30 de agosto do SmackDown, Stratton interferiu na defesa de título de Jax, mas foi parada por Bayley, que fez o seu retorno. No episódio de 13 de setembro do SmackDown, Jax revelou que, segundo o gerente geral do SmackDown, Nick Aldis, ela defenderia seu título no evento Bad Blood. Bayley apareceu pedindo uma revanche, e Naomi também solicitou uma oportunidade pelo título. Jax então propôs uma luta de duplas para a semana seguinte, entre ela e Stratton contra Bayley e Naomi. A luta teria duas estipulações: se Bayley e Naomi vencessem, quem fizesse o pinfall enfrentaria Jax pelo título no Bad Blood. No entanto, se Jax e Stratton saíssem vitoriosas, a mulher que fosse derrotada teria que deixar o SmackDown permanentemente. Bayley e Naomi aceitaram as condições. No dia da luta, Aldis anunciou que seria uma luta de duplas tornado. Bayley e Naomi venceram, mas ambas fizeram o pin em Jax simultaneamente. Mais tarde naquela noite, Aldis agendou uma luta entre Bayley e Naomi para a semana seguinte, onde a vencedora enfrentaria Jax pelo título no Bad Blood. Lá, Bayley venceu a luta, tornando o combate entre ela e Nia Jax oficial.
Na Noite 2 da WrestleMania XL, em abril, Cody Rhodes derrotou Roman Reigns para conquistar o Campeonato Indiscutível da WWE em uma luta Bloodline Rules, encerrando o reinado histórico de Reigns de 1.316 dias. Após o evento, Reigns fez uma pausa prolongada, enquanto Solo Sikoa se autoproclamou o novo líder do The Bloodline, removendo Jimmy Uso e o manager Paul Heyman do grupo, e adicionando Tama Tonga, Tonga Loa e Jacob Fatu. Sikoa também começou a se referir como o novo Chefe Tribal do grupo. Rhodes, então, começou uma rivalidade com essa nova versão do Bloodline. No SummerSlam, Rhodes derrotou Sikoa em uma luta Bloodline Rules para reter o título, após a interferência de Reigns, que fez seu retorno. Em 13 de setembro no episódio do SmackDown, Rhodes defendeu com sucesso o título contra Sikoa novamente, desta vez em uma luta steel cage. Após a luta, Rhodes foi atacado pelo Bloodline antes de Reigns aparecer para salvá-lo. Mais tarde naquela noite, Sikoa propôs uma luta de duplas com ele e Fatu contra Rhodes e Reigns no Bad Blood. Rhodes inicialmente recusou, afirmando que sua rivalidade com o Bloodline havia terminado. Mais tarde, Reigns se dirigiu aos fãs e declarou que não precisava da ajuda de Rhodes, pois era um assunto de família. Rhodes apareceu, parecendo insinuar uma revanche entre ele e Reigns, mas ambos foram atacados pelo Bloodline. Rhodes e Reigns, subsequentemente, assinaram o contrato, tornando a luta de duplas oficial para o Bad Blood.

## Evento
| Função:                    | Nome:             |
| -------------------------- | ----------------- |
| Apresentadoras             | Bianca Belair     |
| Apresentadoras             | Jade Cargill      |
| Apresentadoras             | Naomi             |
| Comentaristas em inglês    | Michael Cole      |
| Comentaristas em inglês    | Corey Graves      |
| Comentaristas em espanhol  | Marcelo Rodríguez |
| Comentaristas em espanhol  | Jerry Soto        |
| Anunciadora de ringue      | Samantha Irvin    |
| Árbitros                   | Jason Ayers       |
| Árbitros                   | Shawn Bennett     |
| Árbitros                   | Jessika Carr      |
| Árbitros                   | Dan Engler        |
| Árbitros                   | Daphanie LaShaunn |
| Entrevistadores            | Cathy Kelley      |
| Entrevistadores            | Jackie Redmond    |
| Painel do pré-show         | Megan Morant      |
| Painel do pré-show         | Sam Roberts       |
| Correspondente do pré-show | Peter Rosenberg   |

### Lutas preliminares
A luta de abertura foi a luta Hell in a Cell entre CM Punk e Drew McIntyre. Punk e McIntyre brigaram imediatamente após o sinal tocar. Punk teve sua cabeça ferida por McIntyre, que por várias vezes apertou o ferimento de Punk. Punk então jogou uma caixa de ferramentas na cabeça de McIntyre, ferindo-a também. Punk e McIntyre trocaram seus movimentos finalizadores Go To Sleep e Claymore, mas ambos conseguiram sair das tentativas de pin. Punk então colocaria McIntyre na finalização do Sharpshooter. Depois que McIntyre acertou um superplex em Punk através de uma mesa, Punk acertou outro GTS, mas McIntyre respondeu acertando Punk com White Noise nos degraus de aço do ringue. Punk então colocaria McIntyre na finalização do Anaconda Vice. McIntyre ganharia vantagem com um golpe baixo em Punk. McIntyre então recuperou uma bolsa preta que supostamente continha tachinhas, mas na verdade continha miçangas de pulseira que lembravam a pulseira da amizade que Punk tinha contendo as cartas de sua esposa AJ Lee e do cachorro de estimação Larry. McIntyre jogou as miçangas na cabeça de Punk e se preparou para finalizá-lo. Punk foi capaz de evitar o chute Claymore de McIntyre, que fez McIntyre cair nos degraus de aço com a parte inferior das costas. Depois de amarrar uma corrente de aço em volta do joelho esquerdo, Punk pegou um punhado de miçangas e enfiou-as na boca de McIntyre, reencenando o que McIntyre fez com Punk várias semanas antes no Monday Night Raw, após destruir a pulseira da amizade. Punk então usou o joelho esquerdo que estava com a corrente de aço enrolada para acertar o GTS em McIntyre e vencer a luta.
A próxima luta foi pelo Campeonato Feminino da WWE entre a campeã Nia Jax e a desafiante Bayley. Bayley usou sua velocidade e agressividade para ganhar vantagem, enquanto Jax usou seu tamanho e força para contra-atacar. O final veio quando Bayley acertou um pop-up stunner em Jax, que inadvertidamente caiu no árbitro. Bayley conseguiu acertar seu finalizador Roseplant em Jax, mas não conseguiu o pinfall devido à queda do árbitro. Isso permitiu que Tiffany Stratton corresse para o ringue e atacasse Bayley. Enquanto Stratton tentava fazer o cash-in de sua maleta Money in the Bank, Jax se recuperou e impediu Stratton. No final das contas, Stratton não utilizou sua maelta. Jax foi capaz de acertar seu finalizador Annihilator em Bayley para vencer a luta e manter seu título.
A terceira luta foi entre Damian Priest e Finn Bálor. Priest assumiu o controle da luta cedo, embora Bálor tenha usado sua velocidade e agilidade para contrariar o tamanho de Priest. Após trocarem golpes, Priest ganhou vantagem ao acertar Bálor com um powerbomb no canto do ringue. Pouco depois, os membros do The Judgment Day, Carlito e JD McDonagh, chegaram para interferir. Depois que Priest atacou Carlito e McDonagh, Bálor aplicou seu golpe finalizador Coup de Grace em Priest duas vezes, mas não conseguiu não obteve sucesso no pinfall. Depois de pegar Bálor em sua terceira tentativa de Coup de Grace, Priest acertou seu chokeslam South of Heaven em Bálor e venceu a luta.
Após a luta entre Priest e Bálor, o diretor de conteúdo da WWE Triple H veio ao ringue para um grande anúncio. Triple H anunciou que em Crown Jewel, os atuais campeões mundiais masculino e feminino se enfrentariam em um evento anual. Embora os títulos mundiais não estejam em disputa, os respectivos vencedores das lutas masculinas e femininas serão nomeados campeões do Crown Jewel. Pouco depois, campeão mundial dos pesos-pesados Gunther chegou e desmonstrou sua confiança em vencer o Campeonato Crown Jewel. Gunther então notou a presença do membro do Hall da Fama da WWE Goldberg, que estava presente com seu filho Gage, um linebacker do time de futebol americano Colorado Buffaloes. Gunther então insultou as habilidades parentais de Goldberg, o que levou Goldberg a pular a barricada e confrontar Gunther. Enquanto a segurança e os oficiais da WWE separavam Goldberg de Gunther, Sami Zayn, que estava definido para lutar pelo Campeonato Mundial de Pesos Pesados em 7 de outubro no Monday Night Raw, chegou e atacou Gunther. O segmento terminou com Goldberg avisando Gunther "Você é o próximo".
A quarta luta foi pelo Campeonato Mundial Feminino entre a campeã Liv Morgan e a desafiante Rhea Ripley. A estipulação para a luta era que "Dirty" Dominik Mysterio fosse suspenso no ar em uma jaula de tubarão. Morgan mirou no joelho esquerdo de Ripley (que já havia sido lesionado) para ganhar vantagem e foi capaz de acertar um Codebreaker, mas Ripley foi capaz de superá-lo. Durante a luta, Mysterio conseguiu destravar a jaula de tubarão, mas ficou com o pé preso e ficou pendurado na jaula. Depois de acertar Riptide em Morgan, Ripley pegou um bastão de kendo e começou a atacar Mysterio repetidamente como uma pinhata. No entanto, Ripley foi atacada por Raquel Rodriguez, que retornou após um período de sete meses de ausência. O ataque resultou no cancelamento da luta com Ripley vencendo por desqualificação. No entanto, como os campeonatos não podem mudar de mãos por contagem ou desqualificação, a menos que seja especificamente estipulado, Morgan manteve o Campeonato Mundial Feminino e tornou Raquel Rodriguez parte do elenco do Raw.

### Evento principal
O evento principal foi uma luta de duplas com a equipe do campeão indiscutível da WWE Cody Rhodes e Roman Reigns contra Solo Sikoa e Jacob Fatu do The Bloodline. Rhodes e Fatu iniciaram a luta pelas respectivas equipes. Apesar de uma onda ofensiva inicial de Rhodes que incluiu um “Disaster Kick”, Fatu não demonstrou sofrer nenhum tipo de impacto. Pouco depois, Reigns e Sikoa entraram em ação e iniciaram uma troca física. Depois que Reigns começou a ganhar vantagem, a interferência de Fatu deu vantagem ao Bloodline. Depois de receber uma série de ataques no quadril no canto do ringue de Sikoa e depois de Fatu, Reigns conseguiu fazer o hot tag com Rhodes. Rhodes acertou consecutivamente um Powerslam, o Bionic Elbow e o Cody Cutter em Fatu. Antes que Rhodes pudesse acertar seu finalizador Cross Rhodes, Sikoa forneceu uma distração que permitiu a Fatu acertar um pop-up Samoan Drop em Rhodes. Fatu e Sikoa então isolaram Rhodes de Reigns para uma longa surra. Rhodes finalmente escapou e fez o hot tag com Reigns, trocando a vantagem da luta de lado. Depois que Sikoa saiu de um crucifix pin, Reigns acertou seu Superman Punch em Sikoa e estava pronto para acertar seu finalizador Spear, antes de Fatu interferir. Fatu e Sikoa acertaram uma série de superkicks em Reigns e depois acertaram uma combinação de moonsault/top-rope splash, mas Reigns foi de sair do pin. Rhodes se recuperou e brigou com Fatu fora do ringue. Rhodes atirou Fatu através de uma barricada ao lado do ringue até a área do cronometrista, mas um irado Fatu começou a atirar cadeiras em Rhodes. Depois de acertar o Cross Rhodes do lado de fora do ringue em Fatu, Rhodes colocou Fatu na mesa dos comentaristas. Depois de saudar Reigns, Rhodes acertou Fatu na mesa dos comentaristas espanhóis. No ringue, Sikoa e Reigns trocaram golpes antes de Reigns acertar outro Superman Punch em Sikoa. Antes que ele pudesse acertar seu finalizador Spear, Reigns foi distraído pelos campeões de duplas da WWE Tama Tonga e Tonga Loa. Sikoa foi capaz de acertar um Spear em Reigns, mas não obteve sucesso no pinfall. Enquanto tentava acertar seu finalizador Samoan Spike em Reigns, Sikoa foi distraído pela chegada de uma figura encapuzada. Depois de atacar Tama e Loa, a figura encapuzada revelou ser Jimmy Uso, tendo retornado após uma ausência de seis meses, prestando homenagem à sua traição em Jey Uso no SummerSlam. Isso permitiu que Reigns acertasse Sikoa com o Spear e vencesse a luta, e Jimmy Uso voltasse ao elenco do SmackDown.
Após a luta, Reigns e Jimmy se abraçaram enquanto Rhodes voltava ao ringue. Depois de trocar uma palavra com Rhodes, Reigns deixou o ringue com Jimmy. Rhodes foi imediatamente atacado pela Bloodline, fazendo com que Reigns e Jimmy viessem em seu auxílio e lutassem contra o grupo. Enquanto Rhodes, Reigns e Jimmy estavam no ringue, Reigns devolveu o Campeonato Indiscutível da WWE a Rhodes. The Rock então fez uma aparição surpresa e encarou Reigns, Rhodes e Jimmy da entrada. Sem dizer nada, Rock contou até três e fez um gesto de cortar a garganta antes de sair.

## Recepção
O evento recebeu críticas geralmente positivas, com a luta Hell in a Cell entre CM Punk e Drew McIntyre sendo destacada como um dos melhores momentos, recebendo uma classificação de 5 estrelas de Dave Meltzer. Essa luta se tornou a terceira com cinco estrelas de Punk e a primeira desde sua luta contra John Cena no Money in the Bank, além de ser a segunda de McIntyre com essa classificação na WWE, tornando-se a luta mais bem avaliada do evento. As outras lutas receberam as seguintes classificações de Meltzer: a luta pelo Campeonato Feminino da WWE recebeu 1+3⁄4 estrelas (a pontuação mais baixa do evento), a luta entre Damian Priest e Finn Bálor teve 3+1⁄4 estrelas, a luta pelo Campeonato Mundial Feminino recebeu 2 estrelas, e o evento principal de duplas foi avaliado com 4+1⁄4 estrelas.

## Depois do evento
Após o evento, filmagens de fãs do lado de fora da State Farm Arena mostraram Cody Rhodes em seu ônibus de turnê, prestes a se preparar para a coletiva de imprensa pós-show, quando Kevin Owens o confrontou. Rhodes e Owens tiveram uma discussão que se intensificou quando Owens atacou Rhodes, tornando-se vilão pela primeira vez desde 2022 e desmantelando o trio formado por Rhodes, Owens e Randy Orton. Os seguranças e os oficiais da WWE conseguiram separá-los. Triple H comentou sobre o assunto, afirmando que seria tratado internamente.
Lilian Garcia, que fez sua primeira aparição na WWE desde 2019 durante o evento, retornou ao Raw pela primeira vez em quinze anos no episódio de 21 de outubro como anunciadora de ringue. Ela foi anunciada como a nova anunciadora de ringue em tempo integral da marca, substituindo Samantha Irvin.

## Resultados
| Nº                                          | Resultados                                                                             | Estipulações | Tempo |
| ------------------------------------------- | -------------------------------------------------------------------------------------- | --- | ----- |
| 1                                           | CM Punk derrotou Drew McIntyre                                                         | Luta Hell in a Cell                                                                                                | 31:25 |
| 2                                           | Nia Jax (c) derrotou Bayley                                                            | Luta individual pelo Campeonato Feminino da WWE                                                                    | 14:10 |
| 3                                           | Damian Priest derrotou Finn Bálor                                                      | Luta individual | 12:45 |
| 4                                           | Rhea Ripley derrotou Liv Morgan (c) (com "Dirty" Dominik Mysterio) por desqualificação | Luta individual pelo Campeonato Mundial Feminino Mysterio estava suspenso acima do ringue em uma jaula de tubarão. | 14:00 |
| 5                                           | Cody Rhodes e Roman Reigns derrotaram The Bloodline (Solo Sikoa e Jacob Fatu)          | Luta de duplas | 25:50 |
| (c) – Refere-se aos campeões antes da luta. |                                                                                        | |       |